# Ebbe Schmidt Nielsen
Ebbe Schmidt Nielsen (* 7. Juni 1950 in Ry, Dänemark; † 7. März 2001 in Kalifornien, USA) war ein dänischer Entomologe.
Er studierte an der Universität Aarhus. Von 1981 bis zu seinem Tod, lebte und arbeitete er in Australien. Er war spezialisiert auf die Taxonomie der Insekten, insbesondere bezüglich der Schmetterlings-Forschung und hat dazu beitragen, die Global Biodiversity Information Facility (GBIF) umzusetzen. Nielsen veröffentlichte über 80 Aufsätze und diverse Fachbücher und war in der Fachwelt äußerst angesehen, weshalb er verschiedene Preise erhielt. Er starb 2001 an einem Herzinfarkt in Kalifornien.
Nach seinem Tod wurde von der GBIF der Ebbe-Nielsen-Preis gestiftet, der seitdem jährlich an vielversprechende Forscher auf dem Gebiet der Biodiversität verliehen wird.

## Auszeichnungen
- 1990: Karl-Jordan-Medaille
- 1990: David-Rivett-Medaille
- 1992: Ian-Mackerras-Medaille
- 1997: Mitglied der National Academy of Sciences

## Veröffentlichungen (Auswahl)
- The Elachistidae (Lepidoptera) of Fennoscandia and Denmark. Klampenborg 1977.
- Primitive ghost moths; morphology and taxonomy of the australian genus Fraus Walker (Lepidoptera: Hepialidae s. lat.). East Melbourne 1989.
- Ghost Moths of southern South America (Lepidoptera: Hepialidae). Kopenhagen 1983.
- Tineid genera of Australia (Lepidoptera). East Melbourne 1993.
- Checklist of the Lepidoptera of Australia. Collingwood 1996.